# فهرست فرودگاه‌های سیرالئون

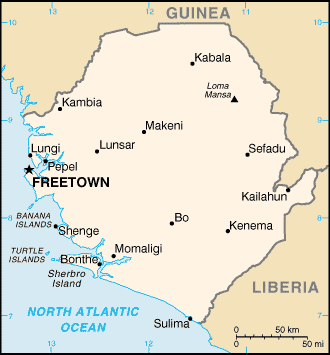
نقشهٔ سیرالئون

این مقاله شامل فهرست فرودگاه‌های سیرالئون است که بر پایهٔ مکان قرارگیری آن‌ها مرتب شده است.

## فرودگاه‌ها
| مکان            | ایکائو | یاتا | نام فرودگاه             |
| --------------- | ------ | ---- | ----------------------- |
| Bo              | GFBO   | KBS  | فرودگاه بو              |
| Sherbro، Bonthe | GFBN   | BTE  | فرودگاه بین‌المللی شربرو |
| فری‌تاون         | GFHA   | HGS  | فرودگاه هاستینگز        |
| فری‌تاون         | GFLL   | FNA  | فرودگاه بین‌المللی لونگی |
| Gbangbatok      | GFGK   | GBK  | فرودگاه گبانگباتک       |
| Kabala          | GFKB   | KBA  | فرودگاه کبلا            |
| Kenema          | GFKE   | KEN  | فرودگاه کنما            |
| Yengema         | GFYE   | WYE  | فرودگاه اینگما          |